# Greakariert
Greakariert (Steirischer Dialekt für grün kariert) ist eine Quartett-Band des Genres alpenländische Volksmusik aus Fohnsdorf, die 2016 gegründet wurde.

## Geschichte
Eineinhalb Jahre nach der Gründung folgte mit dem Auftritt am Bauernbundball in Graz, dem größten Tanzball Europas, der bis dahin größte Erfolg der Bandgeschichte. Das dort präsentierte Repertoire reichte von Die Kern-Buam über Herbert Pixner bis zu den Zirbitz-Buam.
2019 spielte die Gruppe mit Die Klaunzner-Buam und dem Gaflenzer Schuhplattler am „Steiermark-Tag“ am Wiener Wiesn-Fest sowie beim Aufsteirern, der größten volkskulturellen Veranstaltung in Österreich. In der Heimatregion nahm Greakariert am Murtal Sommer Open Air 2019 mit 8000 Besuchern teil, bei dem unter anderem Matthias Reim, Beatrice Egli, voXXclub, DJ Ötzi, das Nockalm Quintett, die Schürzenjäger, die Die jungen Zillertalern, Die Edlseer, Petra Frey sowie Uwe Schmidt & Band spielten.
Am 22. Mai 2019 wurde in der Sendereihe Klingende Steiermark auf Radio Steiermark das Steirische Sänger- und Musikantentreffen in der Gaal vom 4. Mai 2019 ausgestrahlt, bei dem Greakariert auftrat. Daher ist die Gruppe Greakariert im Rahmen des Volksmusik- und Volkskultur-Programm auf Radio Steiermark öfter zu hören und kann ebenda von Hörern gewünscht werden.
Im Februar 2020 folgte der erneute Auftritt am Bauernbundball.
Am 7. November 2020 hätte Greakariert in Neumarkt in Steiermark erneut beim Steirischen Sänger- und Musikantentreffen spielen sollen, das aufgrund der COVID-19-Pandemie ohne Publikum ausgetragen wird. Am 17. April 2021 organisierte Greakariert in Fohnsdorf ihr erstes eigenes Steirisches Sänger- und Musikantentreffen, das aufgrund der COVID-19-Pandemie ohne Publikum ausgetragen wurde und per Radio Steiermark veröffentlicht wurde.

## Diskografie
Am 22. Juni 2021 veröffentlichte Greakariert die erste CD namens „Schwoazbrennt“ via Radio Steiermark.